# Томаринский район
Томари́нский район — административно-территориальная единица (район), в границах которой вместо упразднённого одноимённого муниципального района образовано муниципальное образование Томаринский городской округ в Сахалинской области России.
Томаринский район приравнен к районам Крайнего Севера.
Административный центр — город Томари.

## История
Район исторически тесно связан с освоением Сахалина и его изучением. Здесь в 1767 году на территории нынешнего поселка Пензенский (20 км к северу от Томари) производила высадку экспедиция Жан-Франсуа де Лаперуза. В мае 2005 года офицерами фрегата «Прериаль» французских ВМС в посёлке был установлен памятный камень.
В 1853 г. русским исследователем Д. И. Орловым по указанию Г. И. Невельского был основан первый военный пост Ильинский, ставший впоследствии базой русских экспедиций, занимавшихся изучением острова. В 1860-е годы он был самым крупным военным постом на Сахалине, исследователи Л. Д. Брылкин, П. П. Глен, И. Л. Лопатин зимовали в этом посту. Ныне это рабочий посёлок в 31 км к северу от Томари.
17 мая 1962 года к Томаринскому району был присоединён Красногорский район.
В 2004 г. мэром района был избран Сокити Нисияма (умер в 2005 г.), первый этнический японец, когда-либо занимавший подобную должность в России.
Городской округ образован 1 января 2005 года. До 2012 года основным наименованием городского округа являлось Томаринский район, после 2012 года — Томаринский городской округ.

## Население
| 1959   | 1970    | 1979    | 1989    | 2002    | 2009    | 2010  |
| ------ | ------- | ------- | ------- | ------- | ------- | ----- |
| 16 905 | ↗21 780 | ↘18 522 | ↘17 823 | ↘11 678 | ↘10 369 | ↘9457 |
| 2011   | 2012    | 2013    | 2014    | 2015    | 2016    | 2017  |
| ↘9410  | ↘9100   | ↘8784   | ↘8514   | ↘8403   | ↘8172   | ↘7968 |
| 2018   | 2019    | 2020    | 2021    | 2023    |         |       |
| ↘7931  | ↘7859   | ↘7838   | ↗8332   | ↘8300   |         |       |

## Населённые пункты
В состав района (городского округа) входят 14 населённых пунктов:
| №  | Населённый пункт | Тип населённого пункта        | Население |
| -- | ---------------- | ----------------------------- | --------- |
| 1  | Айнское          | село                          | ↘11       |
| 2  | Белинское        | село                          | ↘34       |
| 3  | Заречное         | село                          | ↘59       |
| 4  | Ильинское        | село                          | ↗898      |
| 5  | Красногорск      | село                          | ↘2128     |
| 6  | Лопатино         | село                          | ↗5        |
| 7  | Неводское        | село                          | ↘0        |
| 8  | Новосёлово       | село                          | ↘40       |
| 9  | Парусное         | село                          | ↘103      |
| 10 | Пензенское       | село                          | ↘439      |
| 11 | Северное         | село                          | →0        |
| 12 | Томари           | город, административный центр | ↘4299     |
| 13 | Урожайное        | село                          | ↘7        |
| 14 | Черемшанка       | село                          | ↘295      |